# Etica animale
L'etica animale è una branca dell'etica che esamina le relazioni uomo-animale, la considerazione morale degli animali e come essi dovrebbero essere trattati. L'argomento comprende i diritti, il benessere e le normative sugli animali, lo specismo, la cognizione animale (ossia le capacità mentali degli animali, inclusi gli insetti), la conservazione della fauna selvatica e la sua sofferenza, lo status morale ed il concetto di personalità degli animali non-umani, l'eccezionalismo umano, la storia dell'uso degli animali e le teorie della giustizia.
Sono stati proposti diversi approcci teorici per esaminare il campo dell'etica animale, in accordo con le diverse teorie attualmente difese nella filosofia morale e politica. Non esiste una teoria che sia completamente accettata su cosa riguardi l'etica animale e di cosa si dovrebbe occupare, a causa delle diverse interpretazioni di cosa si intenda con il termine etica; tuttavia, ci sono teorie che sono più ampiamente accettate dalla società che riguardano quali elementi e quali campi di interesse debba comprendere l'etica animale, come i diritti degli animali e l'utilitarismo.

## Storia
La storia della regolamentazione della ricerca sugli animali è stata un passo fondamentale verso lo sviluppo dell'"etica animale", poiché è stato allora che è emerso per la prima volta tale termine. All'inizio, il termine "etica animale" era associato esclusivamente alla crudeltà verso gli animali, cambiando solo alla fine del XX secolo, quando è stato ritenuto inadeguato nella società moderna poiché non comprendeva una serie di temi etici, ad esempio la sperimentazione animale. L'Animal Welfare Act degli Stati Uniti del 1966 ha tentato di affrontare i problemi della ricerca sugli animali; tuttavia, i suoi effetti sono stati considerati inutili. Molti non hanno infatti sostenuto questa norma poiché esprimeva il concetto che se c'era un beneficio umano derivante dai test, la sofferenza degli animali era giustificabile. Fu solo con l'istituzione del movimento per i diritti degli animali che le persone iniziarono a sostenere ed esprimere le proprie opinioni in pubblico. L'etica animale è stata espressa attraverso questo movimento e ha portato a cambiamenti nella forza e nel significato di questa branca dell'etica.

## Diritti degli animali
Le prime leggi sui diritti degli animali furono introdotte tra il 1635 e il 1780. Nel 1635, l'Irlanda fu il primo paese ad approvare una legislazione sulla protezione degli animali, "An Act against Plowing by the Tayle, and pulling the Wooll off living Sheep". Nel 1641, la colonia del Massachusetts scrisse il Body of Liberties (il primo codice legale stabilito nel New England) che includeva una regolamentazione contro qualsiasi "Tirranny or Crueltie" verso gli animali. Nel 1687, il Giappone reintrodusse il divieto di mangiare carne e uccidere animali. Nel 1789, il filosofo Jeremy Bentham sostenne in An Introduction to the Principles of Morals and Legislation che la capacità di un animale di soffrire, non la sua intelligenza, significava che gli dovevano essere concessi dei diritti: "La domanda non è: sanno ragionare, o parlare? ma: possono soffrire? Perché la legge dovrebbe rifiutare la sua protezione a qualsiasi essere sensibile?".
Tra il 1822 e il 1892, furono approvate altre leggi per proteggere gli animali. Nel 1822, il Parlamento britannico approvò il Cruel Treatment of Cattle Act. Nel 1824, la prima società per i diritti degli animali fu fondata in Inghilterra da Richard Martin, Arthur Broome, Lewis Gompertz e William Wilberforce, la Society for the Prevention of Cruelty to Animals, che in seguito divenne la RSPCA. Lo stesso anno, Gompertz pubblicò Moral Inquiries on the Situation of Man and of Brutes, uno dei primi libri a sostenere quello che più di un secolo dopo sarà noto come veganismo. Nel 1835, la Gran Bretagna approvò il primo Cruelty to Animals Act. Nel 1866, l'American Society for the Prevention of Cruelty to Animals fu fondata dal newyorkese Henry Bergh. Nel 1875, Frances Power Cobbe fondò la National Anti-Vivisection Society in Gran Bretagna. Nel 1892, il riformatore sociale inglese Henry Stephens Salt pubblicò Animal Rights: Considered in Relation to Social Progress.
Nel 1970, Richard D. Ryder coniò – in analogia a razzismo, sessismo o classismo – il termine specismo, ad indicare la discriminazione verso gli animali in base alla loro appartenenza ad una specie diversa da quella umana. Questo termine fu reso popolare dal filosofo ed eticista Peter Singer nel suo libro del 1975 Animal Liberation. La fine degli anni '70 segnò l'inizio del movimento per i diritti degli animali, che ritraeva la convinzione che gli animali dovessero essere riconosciuti come esseri senzienti e protetti da danni non essenziali. Dal XVIII secolo, molti gruppi si sono organizzati a sostegno di diversi aspetti dei diritti degli animali e hanno svolto il loro sostegno in modi diversi. "Animal Liberation Front" (ALF) è un gruppo inglese le cui azioni includono la liberazione degli animali dai laboratori e dalle fattorie, la fornitura di cure veterinarie e la creazione di rifugi per gli animali salvati. Tuttavia, l'ALF è stata anche criticata ed etichettata come un'organizzazione eco-terroristica da alcuni gruppi e individui. Un altro gruppo noto come "People for Ethical Treatment of Animals" fondato negli Stati Uniti, sebbene sostenga gli stessi obiettivi, mira a miglioramenti legislativi.

## Allevamento di animali

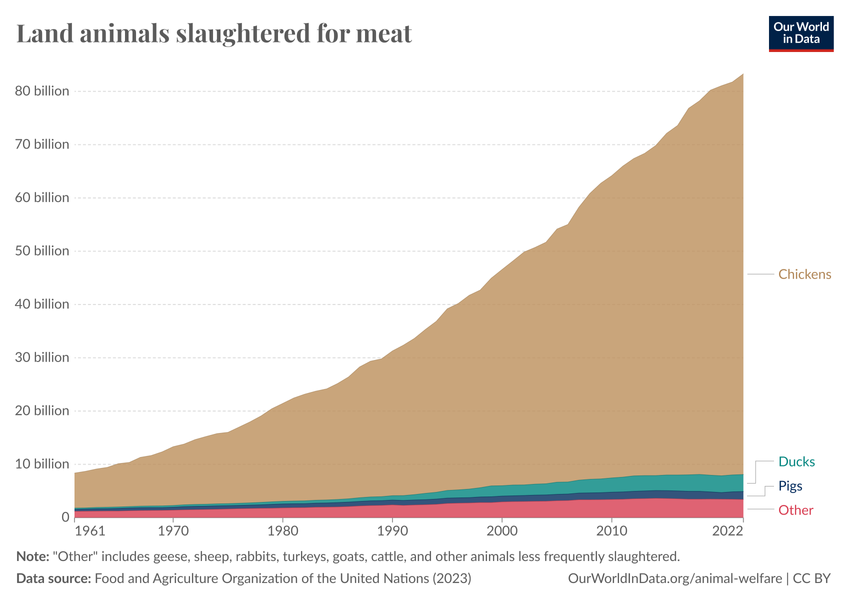
Ogni anno vengono macellati oltre 80 miliardi di animali terrestri per la loro carne. Nel grafico la situazione dal 1961 al 2022 che mostra la macellazione in continua crescita. In beige i dati sui polli, in azzurro quelli sulle anatre, in blu quelli sui maiali e in rosa quelli sulle capre, le pecore, i conigli e altri animali.

Nel 2023 si stimava che il 74% di tutto il bestiame terrestre viva in allevamenti intensivi/industrializzati. Negli Stati Uniti, nel 2017 si stimava che il 99% di tutto il bestiame fosse allevato con metodi industrializzati, nonostante il 75% degli adulti statunitensi pensasse che i prodotti animali che consumano provengano da animali trattati "umanamente".
L’allevamento intensivo è caratterizzato da animali densamente confinati e comporta una serie di problemi, tra cui:
- Metodi di confinamento – Molti animali, come le galline ovaiole, sono tenuti in gabbie con spazio limitato per muoversi. Allo stesso modo, le scrofe gravide sono spesso tenute in gabbie di gestazione, che sono molto piccole e di conseguenza gli animali non possono girarsi[35].
- Aggressività – In ambienti densamente confinati e privi di stimoli intellettuali, gli animali tendono a diventare aggressivi, a volte anche praticando il cannibalismo[36].
- Mutilazioni – Queste procedure sono spesso intese a ridurre l’aggressività in questi ambienti e sono in genere eseguite senza anestesia. Esempi includono il taglio del becco dei polli, e il taglio dei denti e della coda dei maialini[37][38]. Questi ultimi vengono anche frequentemente castrati per evitare un cattivo odore che a volte può svilupparsi nella carne. Il taglio di routine della coda è considerato una pratica traumatica per i maiali ed è vietato in Europa, ma il divieto è spesso ignorato nella pratica[39].
- Selezione genetica – Gli animali da allevamento sono solitamente selezionati geneticamente per aumentare la produttività. Ad esempio, i polli spesso hanno difficoltà a camminare fino al loro peso innaturale, il che può anche portare a problemi cardiaci e polmonari[40].
- Malattie – La mancanza di diversità genetica e la densità degli animali in cattività possono portare alla diffusione di malattie, alcune delle quali possono essere trasmesse anche all’uomo[41].
- Uso di antibiotici a scopo preventivo, con sviluppo di antibiotico-resistenza e conseguente impossibilità attuale e futura di curare malattie del genere umano.
- Inseminazione artificiale – Gli animali vengono spesso fecondati attraverso l’inseminazione artificiale, un processo effettuato dagli esseri umani[42].
- Separazioni precoci dalle madri[42]
- Stress[42]

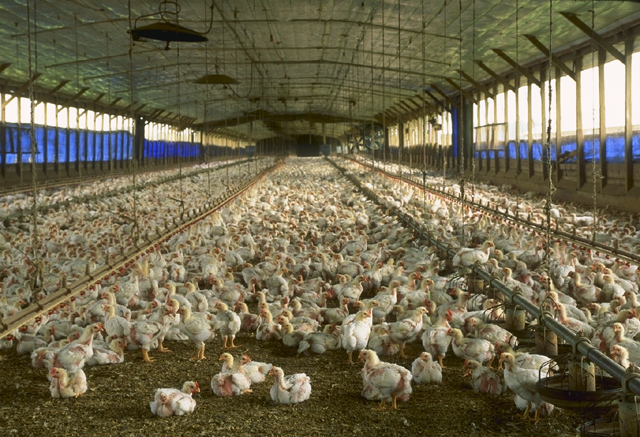
Un allevamento intensivo di polli in Florida.

Nonostante il loro grande numero, gli animali da allevamento intensivo sono relativamente ignorati. In particolare le specie che sembrano più diverse dagli esseri umani, come i pesci o gli insetti, sono spesso particolarmente trascurate.
L'allevamento intensivo di animali è talvolta descritto come una delle peggiori catastrofi morali della storia. Secondo Jacy Reese Anthis (uno scienziato sociale americano, scrittore e co-fondatore del think thank Sentience Institute) anche le fattorie considerate ad alto benessere per gli animali hanno in genere gravi problemi di etica, in particolare a causa della selezione genetica. Egli sostiene che gli allevamenti di animali veramente etici sarebbero proibitivi per i consumatori. Movimenti come "onnivori coscienziosi" si oppongono all'allevamento intensivo, ma non a tutti gli allevamenti di animali. Peter Singer suggerisce che anche nell'alimentazione vegana ci sono alcune eccezioni come le ostriche che sono eticamente accettabili da mangiare perché non possono soffrire e il loro allevamento è sostenibile dal punto di vista ambientale.
Una soluzione proposta per ridurre la sofferenza degli animali da allevamento è quella di sviluppare alternative vegetali e coltivate ai prodotti animali.

### Insetti
Non vi è certezza se gli insetti siano senzienti e possano provare dolore. Gli insetti spesso continuano a nutrirsi e ad accoppiarsi normalmente dopo ferite molto profonde. Ma mostrano esperienze avversive verso altri stimoli come il calore. Studi sulle api hanno mostrato in particolare molteplici marcatori di sensibilità, come la capacità di evitare strategicamente minacce o situazioni dannose a meno che la ricompensa non sia significativa.
L'industria in rapida crescita dell'allevamento di insetti viene spesso presentata come una soluzione al degrado ambientale causato dall'allevamento tradizionale di animali. Tuttavia una parte significativa delle colture somministrate agli insetti è commestibile per l'uomo e gli insetti allevati vengono spesso somministrati al bestiame anziché direttamente agli esseri umani, il che aumenta l'inefficienza. Nel 2023, più di un miliardo di miliardi di insetti venivano allevati ogni anno, con pochi o nessun standard formale di benessere in atto, lasciando alle aziende il compito di determinare le proprie pratiche.

## Sperimentazione sugli animali
La sperimentazione sugli animali per la ricerca biomedica risale agli scritti degli antichi Greci. Si sa che medici-scienziati come Aristotele ed Erasistrato hanno condotto esperimenti su animali vivi. Dopo di loro, ci fu anche Galeno, che era greco ma risiedeva a Roma, che condusse esperimenti su animali vivi per migliorare la conoscenza di anatomia, fisiologia, patologia e farmacologia. Da allora la sperimentazione sugli animali si è evoluta notevolmente e viene ancora svolta ai giorni nostri, con milioni di animali da esperimento utilizzati in tutto il mondo. Tuttavia, negli ultimi anni è stata oggetto di severe critiche da parte del pubblico e dei gruppi di attivisti per gli animali. Coloro che sono contrari sostengono che i benefici che la sperimentazione sugli animali fornisce all'umanità non sono giustificabili per la sofferenza di quegli animali. Coloro che sono a favore sostengono viceversa che la sperimentazione sugli animali è fondamentale per il progresso della conoscenza biomedica.
I test sui farmaci sugli animali esplosero nel XX secolo. Nel 1937, una società farmaceutica statunitense creò un farmaco chiamato "Elixir Sulfanilamide". Questo farmaco conteneva una sostanza chimica chiamata DEG che è tossica per gli esseri umani, cosa non nota all'epoca. Senza precauzioni, il farmaco fu rilasciato al pubblico e fu responsabile di un avvelenamento di massa. Il DEG finì per uccidere oltre un centinaio di persone, causando scompiglio nella popolazione. Così, nel 1938 la Food and Drug Administration (FDA) statunitense varò il Federal Food, Drug and Cosmetic Act. Ciò garantì la sperimentazione dei farmaci sugli animali prima della commercializzazione del prodotto, per confermare che non avrebbe avuto implicazioni dannose per gli esseri umani.
Tuttavia, nonostante siano state varate delle normative, le morti per test sugli animali sono aumentate. Ogni anno negli Stati Uniti vengono uccisi più di un milione di animali a causa dei test. Inoltre, le morti di questi animali sono considerate non etiche: essi muoiono infatti per inalazione di gas tossici, ustioni alla pelle, fori nel cranio.

### Le tre R

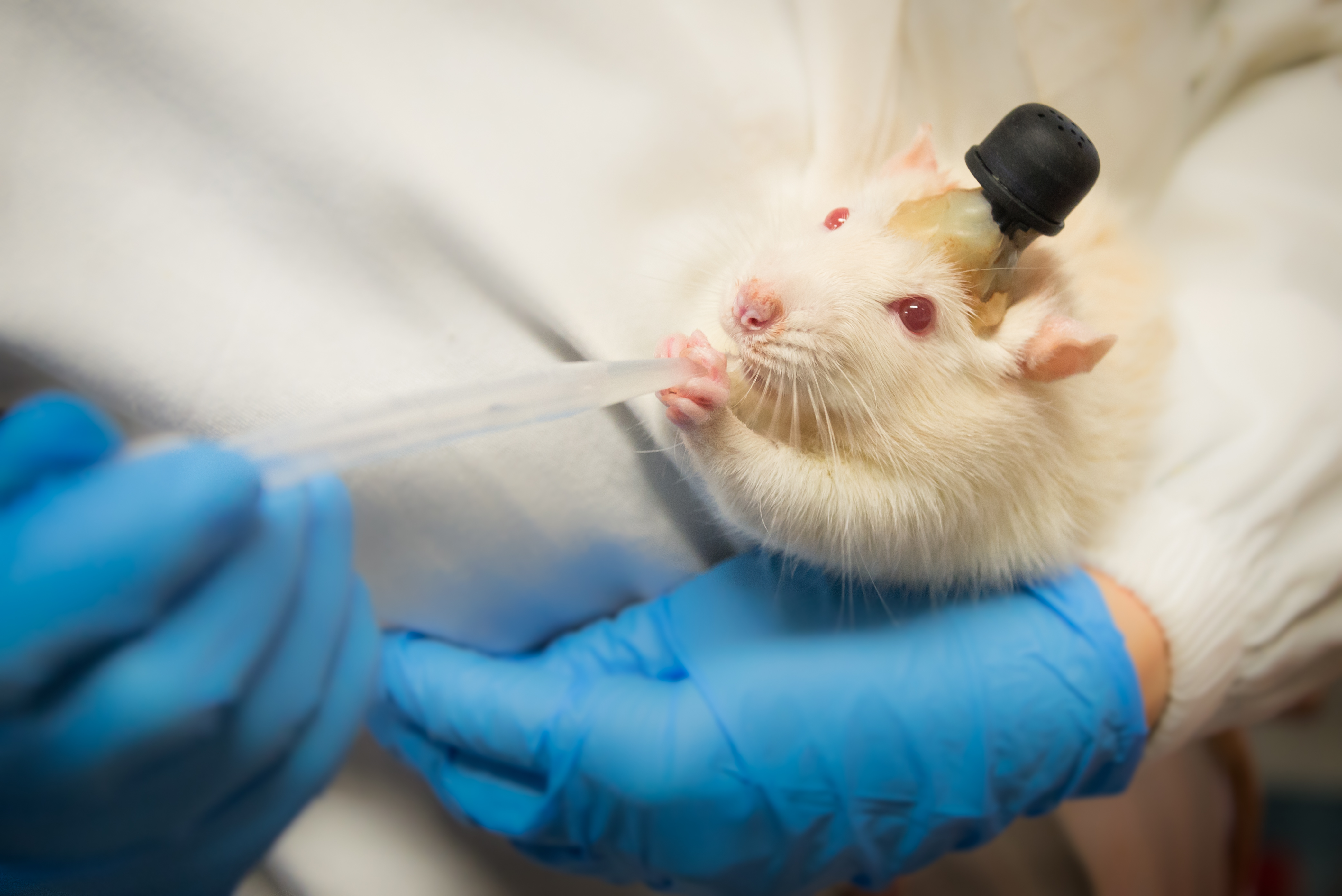
Topo da laboratorio (con un impianto cerebrale) che viene nutrito.

Le tre R furono introdotte per la prima volta in un libro del 1959 intitolato "I principi della tecnica sperimentale umana" dallo zoologo W.M.S. Russell e dal microbiologo R.L. Burch. Le tre R (dall'inglese Replacement, Reduction, Refinement) stanno per Sostituzione, Riduzione e Miglioramento e sono i principi guida per il trattamento etico degli animali utilizzati per test e sperimentazioni:
1. Sostituzione: evitare di utilizzare un animale per i test sostituendolo con qualcosa di non vivente, come un modello computerizzato o un animale meno suscettibile al dolore in relazione all'esperimento.
2. Riduzione: elaborazione di un piano per utilizzare il minor numero possibile di animali; una combinazione tra l'utilizzo di un minor numero di animali per ottenere dati sufficienti e la massimizzazione della quantità di dati da ciascun animale per utilizzare un minor numero di animali.
3. Miglioramento: riduzione del dolore non necessario inflitto all'animale; adattamento delle procedure sperimentali per ridurre al minimo la sofferenza[59].

I principi delle tre R sono ormai ampiamente accettati in molti Paesi e vengono utilizzati in tutte le pratiche che comportano la sperimentazione sugli animali.

### Linee guida etiche per la ricerca sugli animali
Esiste un'ampia gamma di valutazioni etiche riguardanti gli animali utilizzati nella ricerca. Ci sono opinioni generali secondo cui gli animali hanno uno status morale e il modo in cui vengono trattati dovrebbe essere soggetto a considerazioni etiche; alcune delle posizioni includono:
- Gli animali hanno valori intrinseci che devono essere rispettati.
- Gli animali possono provare dolore e i loro interessi devono essere presi in considerazione.
- Il modo in cui trattiamo tutti gli animali/animali da laboratorio si riflette sui nostri atteggiamenti e influenza il nostro essere morale[60].

Il Comitato Nazionale Norvegese per l'Etica della Ricerca in Scienza e Tecnologia (NENT) ha una serie di linee guida etiche per l'uso degli animali nella ricerca:
1. Rispettare la dignità degli animali: i ricercatori devono avere rispetto per il valore degli animali, indipendentemente dal loro valore e dagli interessi degli animali come creature viventi e senzienti. I ricercatori devono avere rispetto quando scelgono i loro argomenti/metodi e quando sviluppano la loro ricerca. I ricercatori devono anche fornire cure adatte alle esigenze di ogni animale da laboratorio.
2. Responsabilità di considerare le opzioni (Sostituzione): quando sono disponibili alternative, i ricercatori sono responsabili dello studio di tali alternative per la sperimentazione sugli animali. Quando non sono disponibili valide alternative, i ricercatori devono considerare se la ricerca può essere posticipata fino a quando non viene sviluppata una valida alternativa. Pur essendo in grado di giustificare gli esperimenti sugli animali, i ricercatori devono poi essere responsabili dell'assenza di opzioni alternative e dell'urgenza di ottenere immediatamente le informazioni.
3. Principio di proporzionalità: responsabilità di considerare e bilanciare sofferenza e beneficio: i ricercatori devono considerare sia i rischi di dolore e sofferenza che gli animali da laboratorio affronteranno e valutarli nel valore della relazione con la ricerca di animali, persone e ambiente. I ricercatori hanno la responsabilità di stabilire se la ricerca avrà o meno miglioramenti per gli animali, le persone o l'ambiente. Tutti i possibili benefici dello studio devono essere considerati, comprovati e specificati sia nel breve che nel lungo periodo. Questa responsabilità comporta anche l'obbligo di considerare sia la qualità scientifica dell'esperimento sia se l'esperimento avrà o meno benefici scientifici rilevanti. La sofferenza può essere causata dagli animali solo se c'è un contro-bilanciamento di benefici sostanziali e probabili per gli animali, le persone o l'ambiente. Poiché esistono molti metodi per analizzare il danno e i benefici, gli istituti di ricerca devono fornire formazione su modelli idonei e i ricercatori hanno la responsabilità di utilizzare i metodi di analisi quando pianificano esperimenti sugli animali (vedere la linea guida 5).
4. Responsabilità di considerare la riduzione del numero di animali (Riduzione): i ricercatori hanno la responsabilità di considerare se sia accettabile o meno ridurre il numero di animali che un esperimento prevede di utilizzare e includere il numero necessario sia per la qualità scientifica degli esperimenti sia per la pertinenza solo ai risultati. Prima dell'esperimento, i ricercatori devono condurre studi di lettura e considerare progetti alternativi ed eseguire i calcoli necessari prima di iniziare un esperimento.
5. Responsabilità per la riduzione al minimo del rischio di sofferenza e il miglioramento del benessere degli animali (Miglioramento): i ricercatori hanno la responsabilità di valutare l'effetto previsto sugli animali da laboratorio. I ricercatori devono ridurre il rischio di sofferenza e fornire un eccellente benessere degli animali. La sofferenza include dolore, fame, malnutrizione, sete, freddo/caldo anormali, paura, stress, malattia, lesioni e restrizioni in cui l'animale non è in grado di comportarsi in modo naturale e normale. Per scoprire qual è una quantità considerevole di sofferenza, la valutazione di un ricercatore dovrebbe essere basata su quale animale soffre di più. Considerare gli animali è il fattore decisivo se ci sono dubbi sulla sofferenza che gli animali dovranno affrontare. I ricercatori devono considerare la sofferenza diretta che l'animale potrebbe sopportare durante un esperimento, ma ci sono rischi prima e dopo la sofferenza, tra cui riproduzione, trasporto, cattura, eutanasia, etichettatura, anestesia e stazionamento. Ciò significa che tutti i ricercatori devono tenere conto delle esigenze dei periodi di adattamento prima e dopo un esperimento.
6. Responsabilità per il mantenimento della diversità biologica: i ricercatori sono anche responsabili di garantire che l'uso di animali da laboratorio non comprometta o ponga a rischio la diversità biologica. Ciò significa che i ricercatori devono considerare le conseguenze per lo stock e il loro ecosistema nel suo complesso. L'uso di specie in via di estinzione deve essere ridotto al minimo. Quando vi è una conoscenza credibile e incerta che l'inclusione di animali nella ricerca e l'uso di determinati metodi possono avere conseguenze eticamente inaccettabili per lo stock e l'ecosistema nel suo complesso, i ricercatori devono osservare il principio di precauzione.
7. Responsabilità quando si interviene in un habitat: i ricercatori hanno la responsabilità di ridurre i danni e qualsiasi impatto dei comportamenti naturali degli animali, compresi quelli che non sono soggetti di prova diretti nella ricerca, così come la popolazione e i loro dintorni. La maggior parte dei progetti correlati alla ricerca e alla tecnologia, come quelli riguardanti la tecnologia ambientale e la sorveglianza, potrebbero avere un impatto sugli animali e sulle loro condizioni di vita. In quei casi, i ricercatori devono cercare di osservare il principio di proporzionalità e di ridurre il possibile impatto negativo (vedere la linea guida 3).
8. Responsabilità per l'apertura e la condivisione di dati e materiali: i ricercatori hanno la responsabilità di garantire la trasparenza dei risultati della ricerca e di facilitare la condivisione di dati e materiali da tutti gli esperimenti sugli animali. Trasparenza e condivisione sono importanti per non ripetere gli stessi esperimenti sugli animali. La trasparenza è importante anche per rilasciare i dati al pubblico e fa parte della responsabilità dei ricercatori per l'occultamento. I risultati negativi degli esperimenti sugli animali dovrebbero essere di dominio pubblico. La divulgazione dei risultati negativi ad altri ricercatori potrebbe fornire loro maggiori informazioni su quali esperimenti non vale la pena di eseguire, far luce su progetti di ricerca falliti e può aiutare a ridurre il numero di animali utilizzati nella ricerca.
9. Requisiti di competenza sugli animali: ricercatori e altre parti che lavorano e maneggiano animali vivi devono avere una adeguata ed aggiornata conoscenza della documentazione relativa a tutti gli animali. Ciò include la conoscenza della biologia della specie animale in questione e la capacità di prendersi cura degli animali in modo appropriato.
10. Obbligo di diligenza dovuta: Esistono numerose leggi, norme, convenzioni internazionali e accordi riguardanti gli animali da laboratorio che sia i ricercatori che i responsabili della ricerca devono rispettare. Chiunque voglia utilizzare animali negli esperimenti dovrebbe familiarizzare con le norme vigenti.

## Relazione con l'etica ambientale
Le diverse concezioni del trattamento e dei doveri verso gli animali, in particolare quelli che vivono allo stato selvatico, all’interno dell’etica animale e dell’etica ambientale sono state fonte di conflitto tra le due posizioni etiche; alcuni filosofi hanno sostenuto che le due posizioni sono incompatibili, mentre altri hanno sostenuto che tali disaccordi possono essere superati.